# Wahl zum Senat der Türkei 1961
- CHP: 36
- YTP: 16
- AP: 71
- CKMP: 27

Die Wahl zum Senat der Türkei 1961 fand am 15. Oktober 1961 statt. Es handelte sich um die erste Wahl zur zweiten Kammer des nationalen Parlaments in der Geschichte der Türkei.

## Ablauf
Gewählt wurden die 150 Mitglieder des türkischen Senats. Die AP erhielt etwas weniger Stimmen als die regierende CHP, aber fast doppelt so viele Abgeordnetenmandate; dies war eine Folge der Wahl per Mehrheitswahlrecht.

## Ergebnis
| Partei                                                  | Partei                                    | Stimmen   | Stimmen | Sitze |
| Partei                                                  | Partei                                    | Anzahl    | %       | Sitze |
| ------------------------------------------------------- | ----------------------------------------- | --------- | ------- | ----- |
|                                                         | Republikanische Volkspartei (CHP)         | 3.734.285 | 37,0    | 36    |
|                                                         | Gerechtigkeitspartei (AP)                 | 3.560.675 | 35,3    | 71    |
|                                                         | Partei der Neuen Türkei (YTP)             | 1.401.637 | 13,9    | 27    |
|                                                         | Republikanische Bauern-Volkspartei (CKMP) | 1.350.892 | 13,4    | 16    |
|                                                         | Unabhängige                               | 39.558    | 0.4     | 0     |
| Quelle: Suleyman Demirel University Research Repository |                                           |           |         |       |